# Dissocarpus paradoxus
Dissocarpus paradoxus är en amarantväxtart som först beskrevs av Robert Brown, och fick sitt nu gällande namn av Oskar Eberhard Ulbrich. Dissocarpus paradoxus ingår i släktet Dissocarpus och familjen amarantväxter. Inga underarter finns listade i Catalogue of Life.

## Bildgalleri

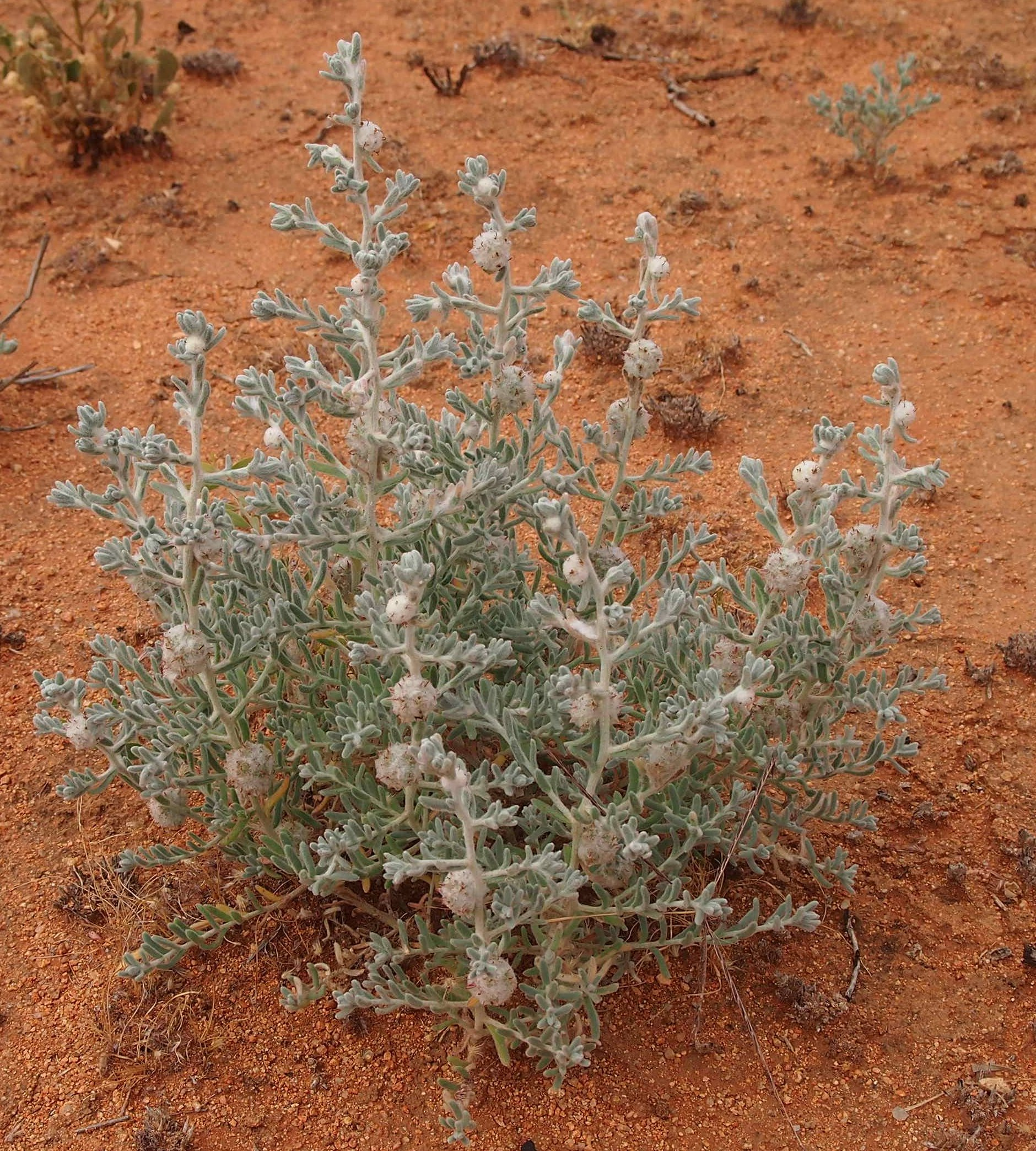
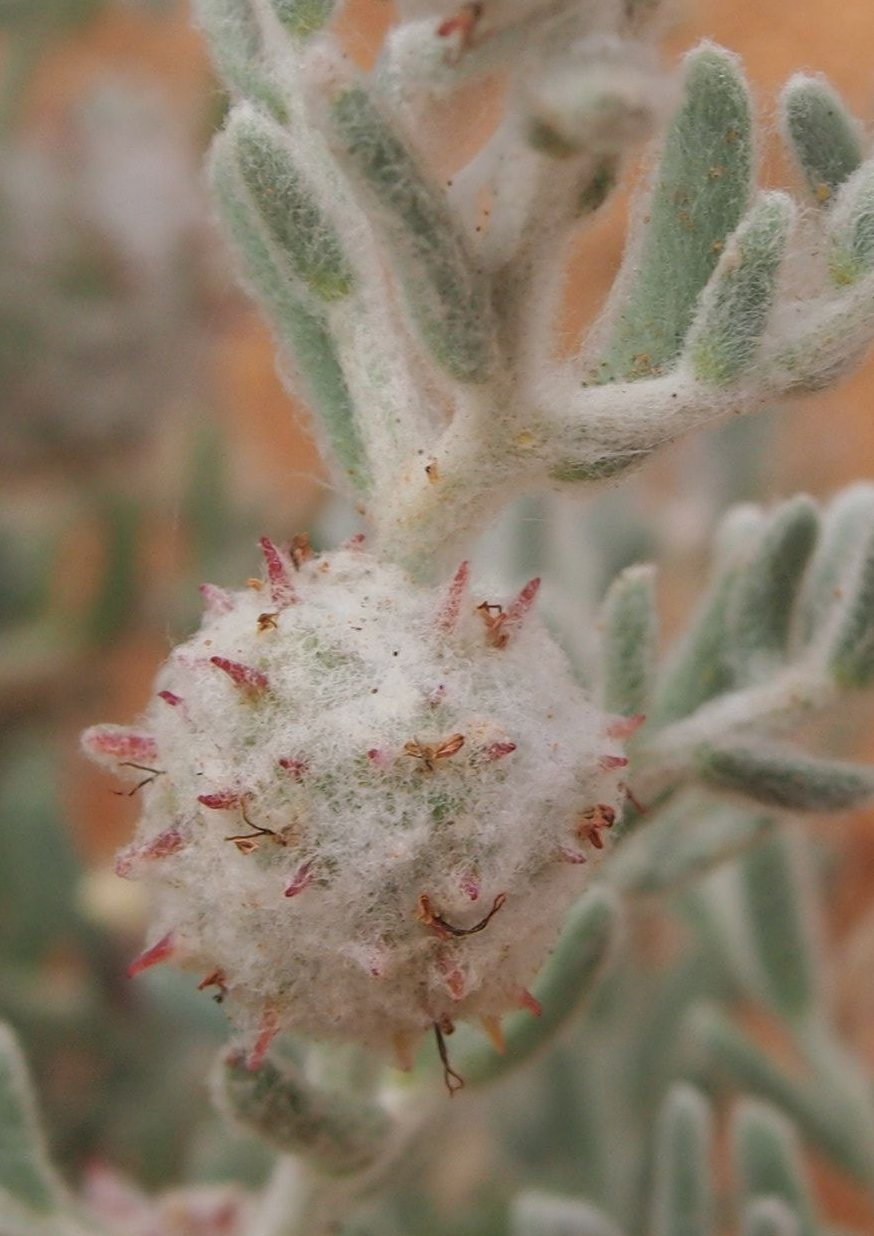
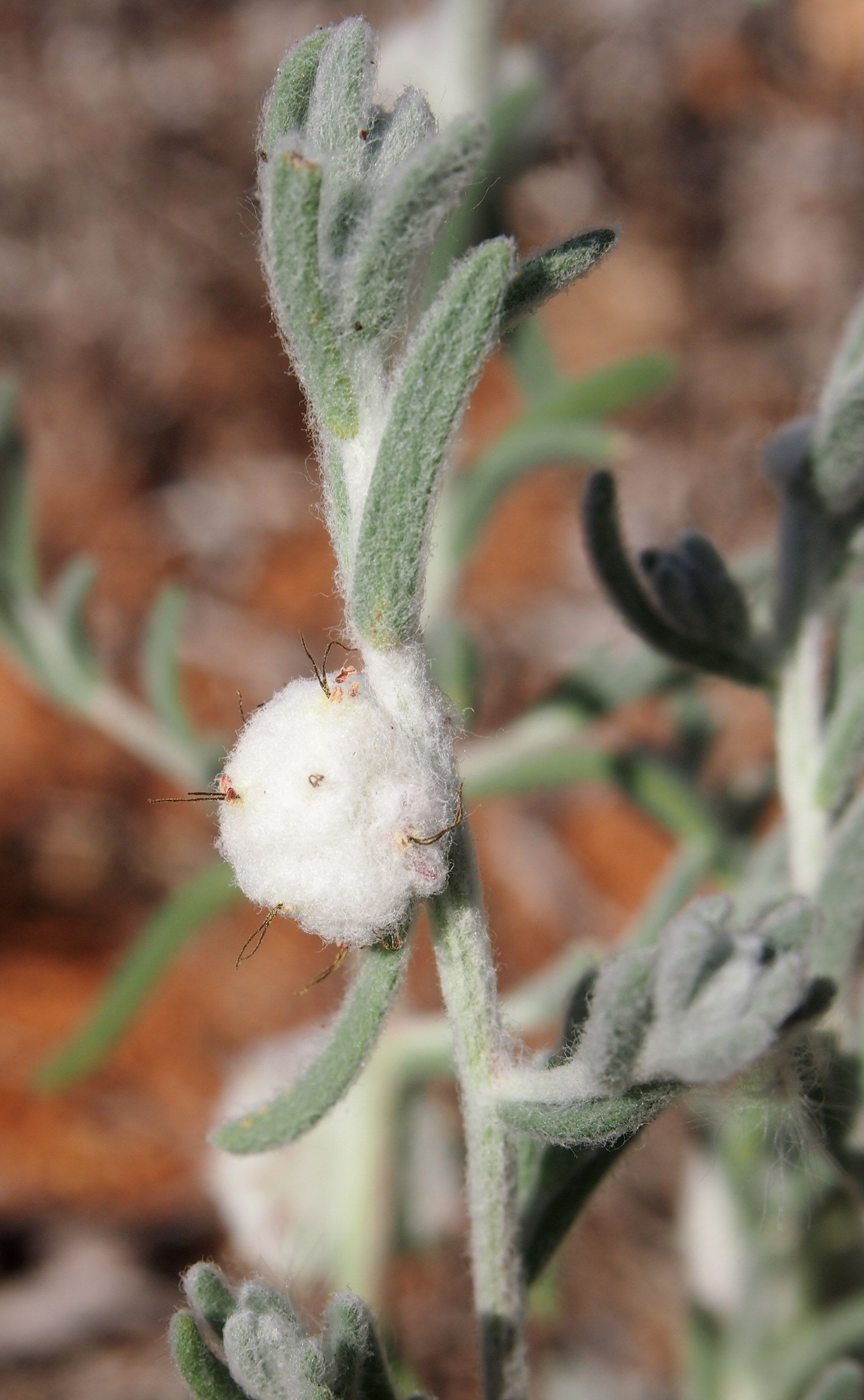
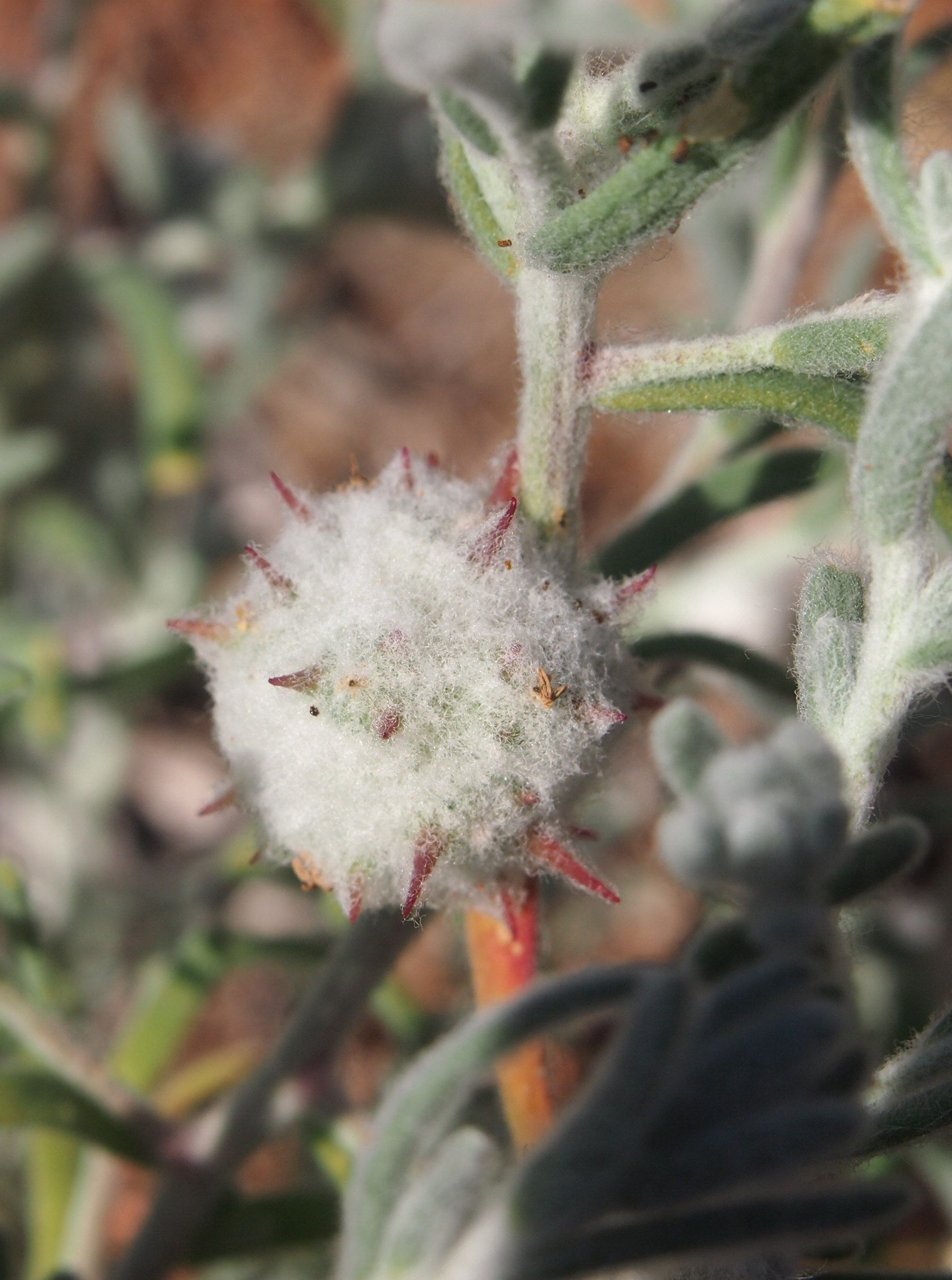
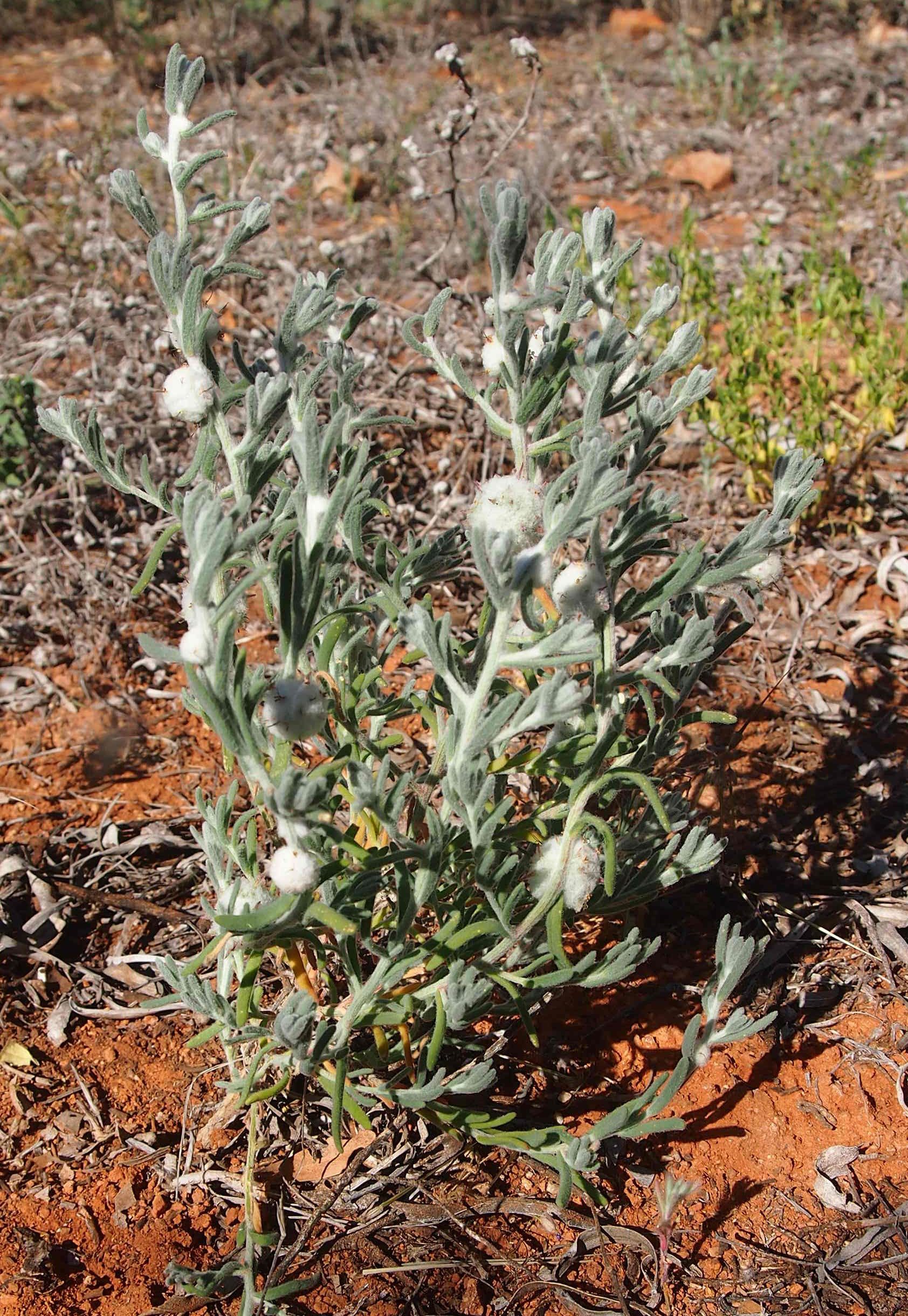
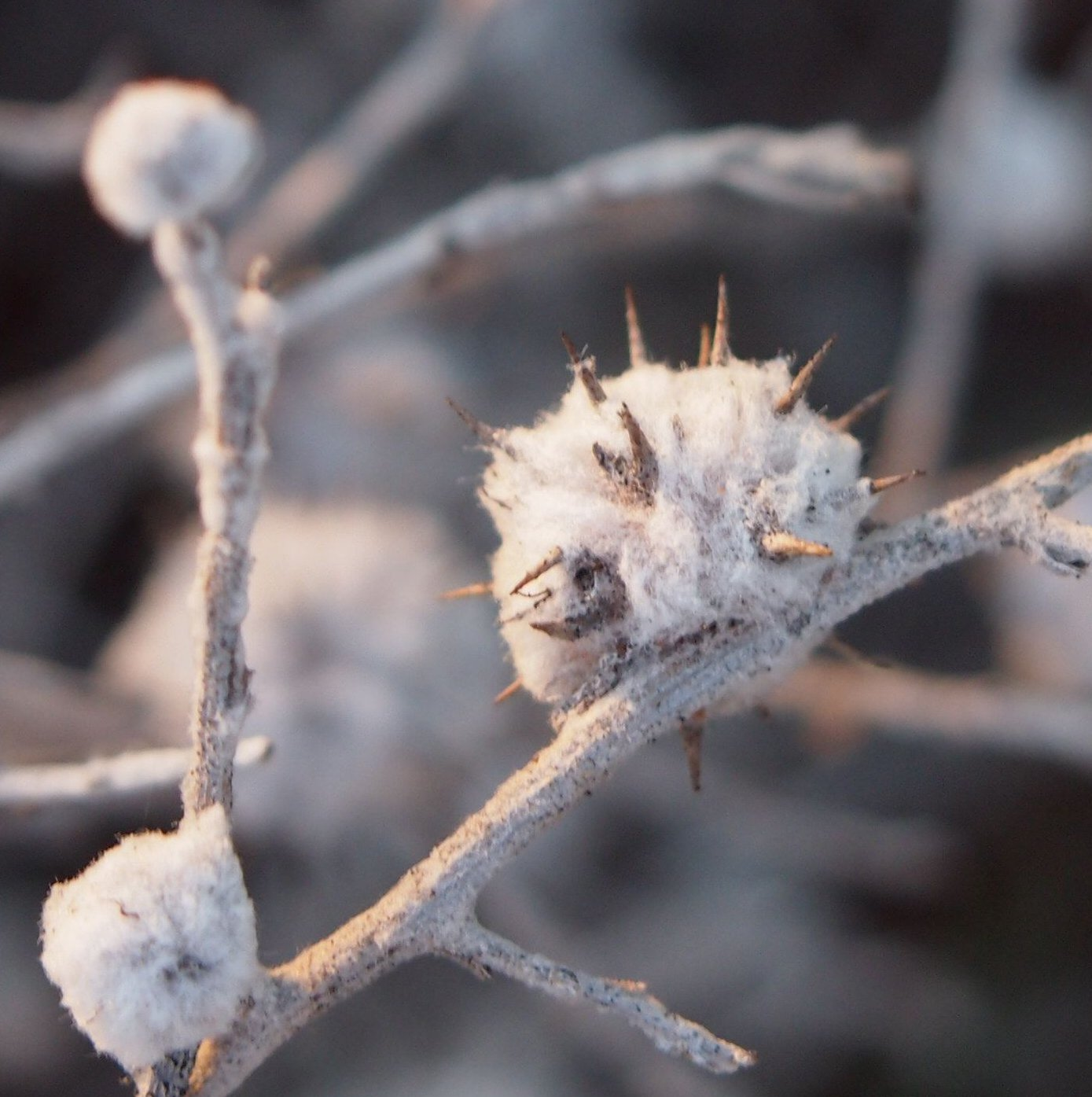